# Dodemorf
Dodemorf (ISO-naam) is een macrocyclisch derivaat van morfoline, gebruikt als fungicide. Er bestaan twee stereo-isomeren van, cis en trans, die zich onderscheiden door de ruimtelijke schikking van de twee methylgroepen die aan de morfolinering zijn gebonden. De stof is ontwikkeld door BASF.

## Toepassing
Dodemorf is een systemisch fungicide en het werkt zowel curatief als preventief. De voornaamste toepassing is tegen echte meeldauw op rozen.
In de commerciële formulatie (Meltatox van BASF) wordt het acetaat van dodemorf gebruikt.

## Regelgeving
De Europese Commissie heeft dodemorf (en dodemorfacetaat) op 1 september 2009 opgenomen in de lijst van toegelaten gewasbeschermingsmiddelen. De stof mag enkel gebruikt worden op sierplanten in kassen.

## Toxicologie en veiligheid
De stof is irriterend voor de ogen en de huid. Bij proeven op konijnen bleek de stof effecten te hebben op de ontwikkeling van de volgende generatie.
Dodemorf is acuut toxisch voor waterorganismen en zeer toxisch op chronische schaal.